# 櫻井有希
櫻井 有希（さくらい ゆき、1988年11月15日 - ）は、京都府京都市出身の女子プロゴルファーである。スターツ所属。

## 経歴
10歳の時に父の指導の下、ゴルフを始める。京都学園高等学校卒業後、2008年にプロテスト合格。同年のステップアップツアーで穴吹工務店レディースカップ優勝。
2012年には大幅に獲得賞金を上げ、2013年は賞金ランキング50位で初のシード権を得た。しかし1年でシードを手放し、その後はツアーでは苦戦が続いている。

## 成績
- 2003年 関西ジュニアゴルフ選手権 女子12歳～14歳の部 優勝
- 2004年 JJGAスプリングジュニアゴルフ選手権 女子15歳～18歳の部 優勝
- 2004年 ゴルフダイジェスト・ジャパンジュニアカップ 女子15歳～17歳の部 優勝
- 2004年 JJGAポロゴルフジャパンジュニアクラシック 女子15歳～18歳の部 優勝
- 2005年 ゴルフダイジェスト・ジャパンジュニアカップ 女子15歳～17歳の部 優勝
- 2006年 日韓対抗高校ゴルフ選手権 優勝
- 2006年 関西高等学校ゴルフ選手権 優勝
- 2006年 ゴルフダイジェスト・ジャパンジュニアカップ 女子15歳～17歳の部 優勝
- 2008年 穴吹工務店レディースカップ 優勝

## 契約先
- 所属 - スターツ
- スポンサー - 京都信用金庫、ダンロップスポーツ、フィラ、月桂冠
- クラブ・ボール・シューズ - ダンロップ
- ウェア - フィラ